# TW Piscis Austrini
TW Piscis Austrini (TW PsA, Fomalhaut B) – gwiazda w gwiazdozbiorze Ryby Południowej, odległa od Słońca o około 25 lat świetlnych. Jest składnikiem układu Fomalhauta.

## Charakterystyka
Jest to pomarańczowy karzeł, gwiazda ciągu głównego należąca do typu widmowego K4. Jest to także gwiazda zmienna typu BY Draconis. Gwiazda ma jasność równą około 0,19 jasności Słońca i temperaturę około 4600 K. Jej masa to około 73% masy Słońca, a promień jest równy 69% promienia Słońca. Korona TW PsA emituje promieniowanie rentgenowskie. Na podstawie emisji rentgenowskiej, prędkości obrotu i zawartości litu można ocenić, że gwiazda ma 400 ± 70 milionów lat.
Jeszcze w 1938 roku Willem Luyten zauważył, że TW Piscis Austrini i jasna gwiazda Fomalhaut (Alfa Piscis Austrini) mają bardzo zbliżony ruch własny i odległość od Słońca, co sugerowało, że tworzą układ podwójny. Gwiazdy dzieli odległość około 7100 sekund kątowych. Także nowsze pomiary potwierdzają zbieżność ich ruchów; różnica prędkości gwiazd jest mniejsza niż prędkość ucieczki z pola grawitacyjnego Fomalhauta w takiej odległości, w jakiej znajduje się TW PsA, co zgadza się z hipotezą o ich grawitacyjnym powiązaniu. Cały system, po uwzględnieniu ograniczeń na wiek obu gwiazd, ma 440 ± 40 milionów lat.
Chociaż orbita nie jest znana, na podstawie oddalenia (ponad 57 tysięcy jednostek astronomicznych) można oszacować, że TW Piscis Austrini okrąża Fomalhauta w czasie około 8 milionów lat. Jest to jeden z najszerszych znanych układów podwójnych, chociaż gwiazdy okazują się mieć jeszcze jedną, dalszą towarzyszkę oznaczoną LP876-10, która na ich obieg potrzebuje co najmniej 35 milionów lat.